# Thomas Chipman McRae

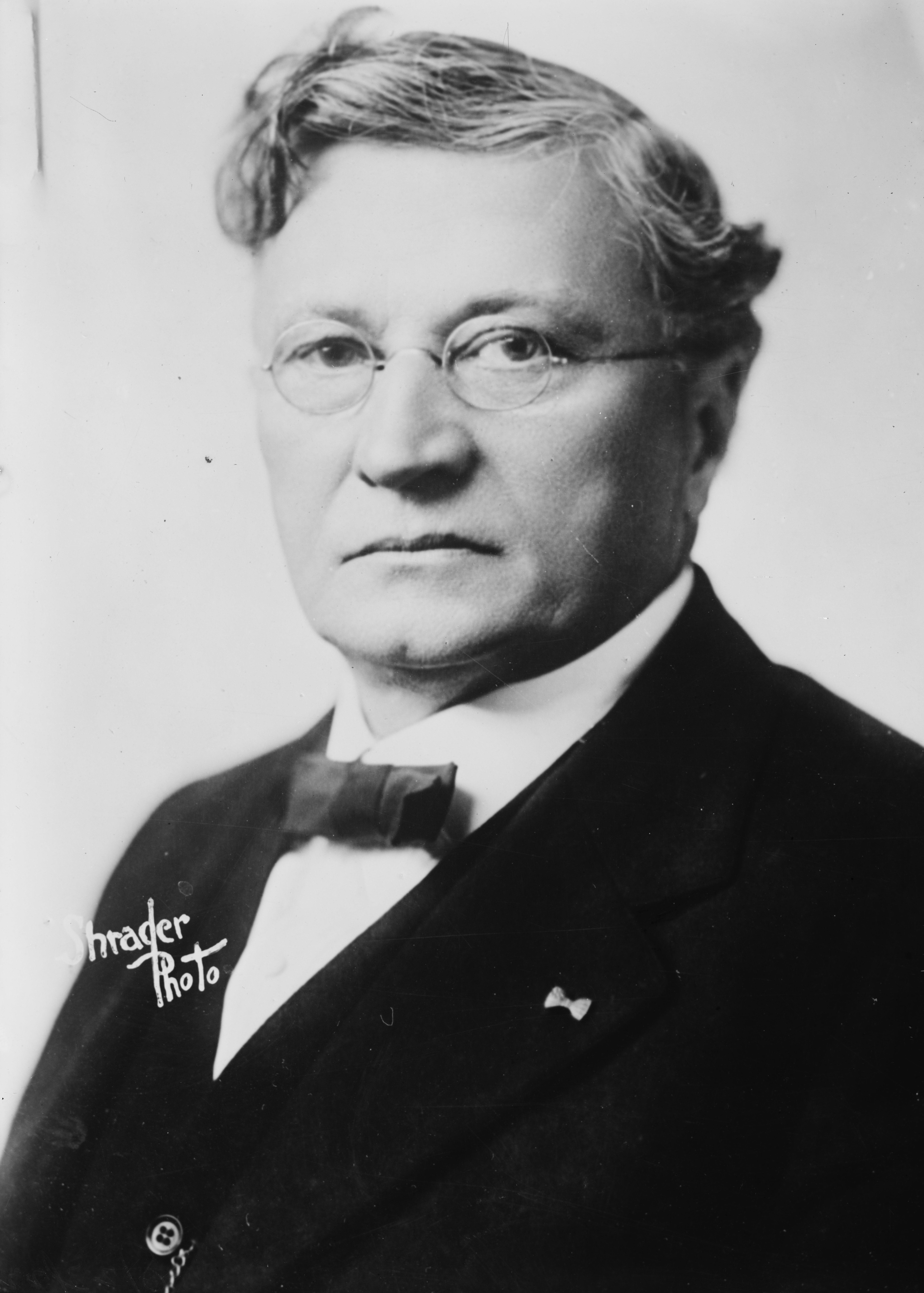
Thomas McRae

Thomas Chipman McRae (* 21. Dezember 1851 im Union County, Arkansas; † 2. Juni 1929 in Prescott, Arkansas) war ein US-amerikanischer Jurist und Politiker und von 1921 bis 1925 Gouverneur von Arkansas.

## Frühe Jahre
Thomas McRae wuchs auf der Farm seiner Eltern auf. Nach dem Tod seines Vaters im Jahr 1863 musste er dort seiner Mutter zur Hand gehen. Erst als diese sich 1868 wieder verheiratete, bekam McRae Zeit für eine Ausbildung. Er besuchte das Soule Business College und studierte anschließend Jura an der Washington and Lee University in Virginia, an der er 1872 seinen Abschluss machte. 1873 wurde er als Anwalt zugelassen, worauf er in Rosston im Nevada County eine gut gehende Praxis eröffnete, die er später nach Prescott verlegte.

## Politischer Aufstieg
McRae war Mitglied der Demokratischen Partei. Zwischen 1877 und 1879 war er Abgeordneter im Repräsentantenhaus von Arkansas. Anschließend wurde er in das US-Repräsentantenhaus in Washington, D.C. gewählt. Dort war er zwischen 1885 und 1903. Zwischenzeitlich war er Vorsitzender eines Ausschusses, der sich mit der Verwaltung des öffentlichen Landes befasste (Committee on Public Land). Dort setzte er sich für die Rückgabe von Grundstücken ein, die einst die Eisenbahn erhalten hatte und nun von dieser nicht mehr benötigt wurden. In den Jahren 1884, 1896 und 1900 war McRae Delegierter zu den Democratic National Conventions. Zweimal war er sogar Präsident dieser Parteitage. 1903 schied er freiwillig aus dem Kongress aus. Danach war er wieder als Anwalt tätig.
Im Jahr 1905 erwarb er die Bank of Prescott und stieg damit in das Bankgeschäft ein. 1909 wurde er Mitglied der Bankiersvereinigung von Arkansas. Daneben setzte er seine juristische Karriere fort. Zwischen 1917 und 1918 war er Präsident der Anwaltskammer von Arkansas. Im Jahr 1918 war er auch Mitglied einer Kommission zur Reformierung der Verfassung von Arkansas. 1920 wurde McRae zum neuen Gouverneur von Arkansas gewählt.

## Gouverneur von Arkansas
McRaes Amtszeit als Gouverneur begann am 11. Januar 1921. Nach einer Wiederwahl im Jahr 1922 konnte er bis zum 13. Januar 1925 im Amt bleiben. In dieser Zeit wurde der Eisenbahnausschuss in Arkansas neu formiert. Der Gouverneur war im Gegensatz zu vielen seiner Zeitgenossen etwas liberaler in der Rassenfrage. Er war entschieden gegen Lynchmorde und sorgte für den Bau eines Tuberkulosekrankenhauses für Afroamerikaner. Damals lag die Überlebenswahrscheinlichkeit bei Tuberkuloseerkrankungen in dieser Gesellschaftsschicht bei gerade einmal 25 %. Es wurden auch verschiedene Steuern erhöht, um die Bildungspolitik und das Verkehrswesen zu verbessern. Allerdings blieb auf diesen beiden Gebieten einiges unerledigt und musste von den nachfolgenden Regierungen aufgearbeitet werden. Das lag auch daran, dass viele von McRaes Vorschlägen keine politische Mehrheit im Parlament fanden.
Nach dem Ende seiner Amtszeit widmete sich McRae wieder seinen Anwalts- und Bankgeschäften. Überdies wurde er in einer Sonderfunktion Richter am Arkansas Supreme Court. Thomas McRae starb im Juni 1929. Er war mit Amelia A. White verheiratet, mit der er neun Kinder hatte.